# Francesca Caccini
Francesca Caccini, detta la Cecchina (Firenze, 18 settembre 1587 – Lucca o Firenze, dopo giugno 1641), è stata una compositrice, clavicembalista e soprano italiana.
Fu la prima donna a scrivere un'opera e probabilmente la più prolifica compositrice del suo tempo.

## Biografia
Figlia di Giulio Caccini, è considerata una fra le donne che maggiormente contribuirono all'evolversi della nascente musica barocca all'inizio del Seicento.
Apprezzata per le sue doti musicali, non meno che per l'avvenenza, Francesca Caccini divenne popolarmente nota con il diminutivo toscano di "Cecchina", tanto usuale da essere tradotto in latino nell'iscrizione didascalica CECHINE PULCHRITUDINIS IMMORTALITATI, posta sul medaglione marmoreo con la sua effigie, esistente nel palazzo Rospigliosi a Pistoia. Fu cantante, liutista e clavicembalista a Firenze, presso i Medici, e fu una donna di alto ingegno e di grande cultura, che emersero anche nella sua attività di poetessa in italiano e in latino.
Insieme alla sorella Settimia ed alla seconda moglie del padre, Margherita Benevoli della Scala, formò il gruppo detto delle donne di Giulio Romano (cioè Giulio Caccini) che si esibirono nell'Euridice di Jacopo Peri e nel Rapimento di Cefalo di Giulio Caccini nell'anno 1600. Infatti, nella raccolta di composizioni Le nuove musiche, Giulio Caccini – teorizzando il "favellare in armonia" – spiegava come tutti i componenti della sua famiglia, dalla moglie alle figlie, fossero dediti al canto.
Una successiva testimonianza dell'attività di Francesca, insieme con Settimia e Margherita, per la corte medicea, è del 1602: nel Diario di Cesare Tinghi è ricordato che il 3 aprile 1602 nella chiesa di San Nicola a Pisa, dove la corte si trasferiva ogni anno durante la quaresima, vennero eseguite musiche policorali dirette da "Giulio Romano [Giulio Caccini], avendovi menate la moglie [la seconda moglie, Margherita] e le due figliuole le quale cantano bene". I documenti testimoniano diverse esibizioni delle "donne di Giulio" negli anni 1602-12 davanti a ospiti di riguardo o per cerimonie religiose di corte.
Il "concerto delle donne di Giulio [Caccini]", che, oltre alle donne, comprendeva anche il fratello di Francesca, Pompeo, figlio naturale di Caccini, fu invitato dalla regina Maria de' Medici ad esibirsi presso la corte francese del re Enrico IV di Francia. Dopo aver cantato nell'ottobre 1604 dapprima alla corte di Modena per tre giorni, poi a Milano e a Lione, i Caccini giunsero a Parigi ai primi di dicembre 1604 e vi soggiornarono fino alla fine di aprile dell'anno successivo, riscuotendo grandi successi. Francesca soprattutto brillò come solista, cantando anche in francese e in spagnolo, tanto da suscitare l'ammirazione entusiasta del re, che avrebbe desiderato trattenerla a corte; tuttavia, il granduca di Toscana non concesse il suo benestare ed essa rientrò insieme al resto della famiglia.
Nel 1615 ebbe la sua prima assoluta opera Ballo delle Zingare su libretto di Ferdinando Saracinelli al Palazzo Pitti di Firenze e nel 1619 La fiera su libretto di Michelangelo Buonarroti il Giovane al Palazzo Uffizi. Una volta rientrata a Firenze, sposò il compositore G.B. Signorini-Malaspina e dopo la morte del marito si ritirò a vita privata.
La sua attività è compendiata nei pochi ma importanti lavori arrivati fino ai nostri giorni: Il primo libro delle musiche a una e due voci (1618) e l'opera-balletto La liberazione di Ruggiero dall'isola d'Alcina (1625), su libretto di Ferdinando Saracinelli, tratto da un episodio dell'Orlando furioso di Ludovico Ariosto, dato nella Villa di Poggio Imperiale di Firenze). Degne di nota sono anche le sue arie Dove io credea (1621) e Ch'io sia fidele (1629).

### Critica
Tra la fine del XIX secolo e l'inizio del XX vi furono due recensioni controverse sulle sue opere: una critica molto positiva a suo favore del 1878 da parte di August Wilhelm Ambros nella sua Geschichte der Musik, che giunse perfino a definirla "un genio" per le sue composizioni; Hugo Goldschmidt, all'inizio del XX secolo nella sua opera Studien zur Geschichte der italienischen Oper des 17. Jahrhunderts si espresse negativamente sulle considerazioni dei suoi predecessori «... con una durezza, che con l'obiettività scientifica ha ben poco a che fare» (Eva Weissweiler).

## Riconoscimenti
Le è stato dedicato un cratere di 38,1 km di diametro sul pianeta Venere.

## Discografia
- Nella Anfuso - Francesca Caccini, CD+Libro Stilnovo 8816 – Florilegio. Musiche, Libro I, Firenze 1618
- Elena Cecchi Fedi, Gianluca Lastraioli - Francesca Caccini - Maria, Dolce Maria, Sacred and Secular Songs - Brilliant Classics (2013)